# Dorfkirche Rubkow

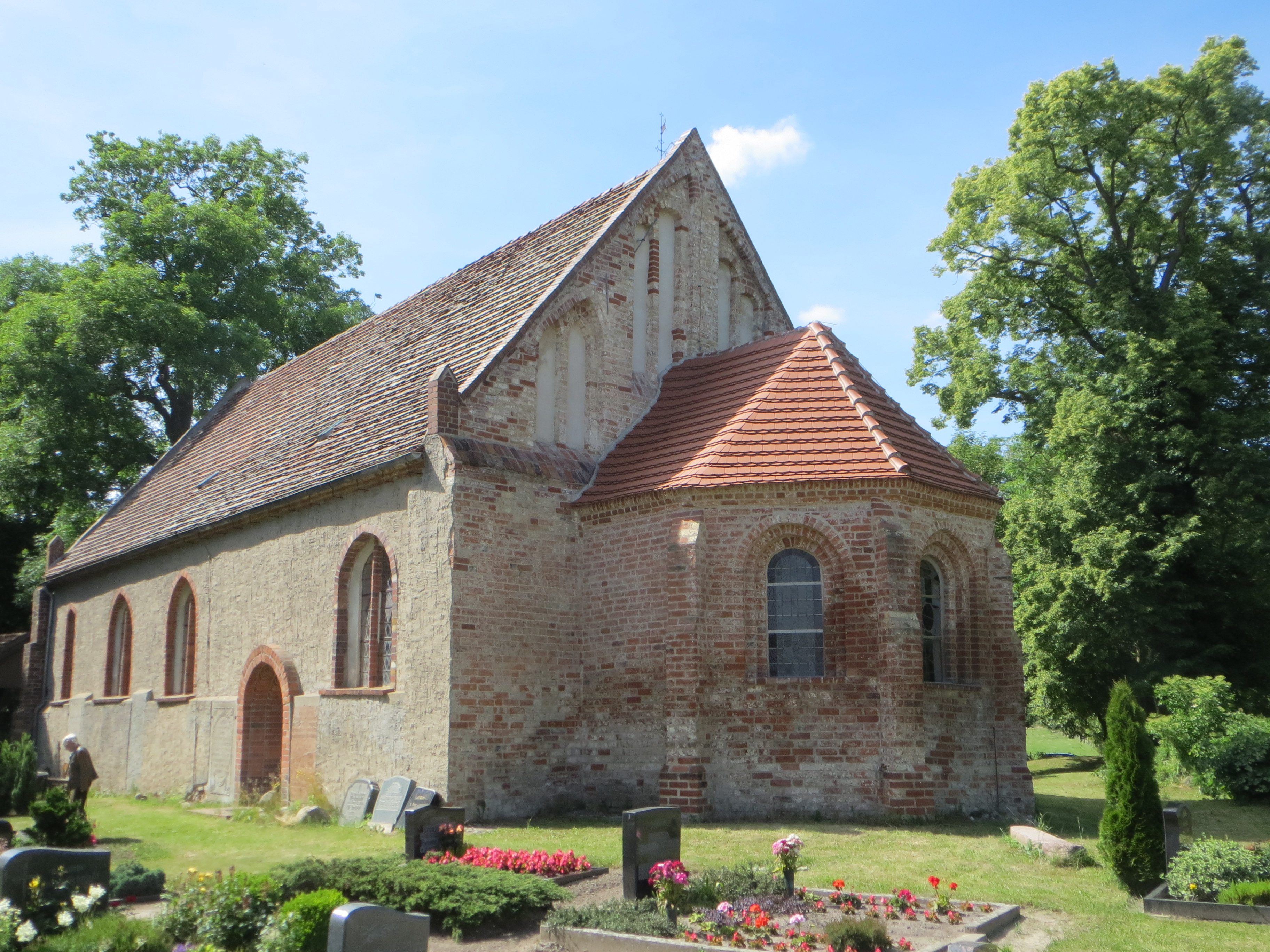
Dorfkirche in Rubkow

Die Dorfkirche Rubkow ist eine Feldsteinkirche aus dem 13. Jahrhundert in der gleichnamigen Gemeinde Rubkow im Landkreis Vorpommern-Greifswald (Mecklenburg-Vorpommern). Sie gehört zum Pfarramt Ziethen der Evangelischen Kirchengemeinden Ziethen, Groß Bünzow und Schlatkow in der Propstei Demmin im Pommerschen Evangelischen Kirchenkreis der Evangelisch-Lutherischen Kirche in Norddeutschland.

## Lage
Von Norden kommend führt die Dorfstraße auf den historischen Dorfkern. Im nördlichen Bereich der Gemarkung zweigt die Schulstraße nach Osten hin zum Gutshaus ab. Die Kirche steht nordwestlich dieser Kreuzung auf einer leicht erhöhten Fläche, die mit nicht lagig geschichteten und unbehauenen Feldsteinen eingefriedet ist.

## Geschichte

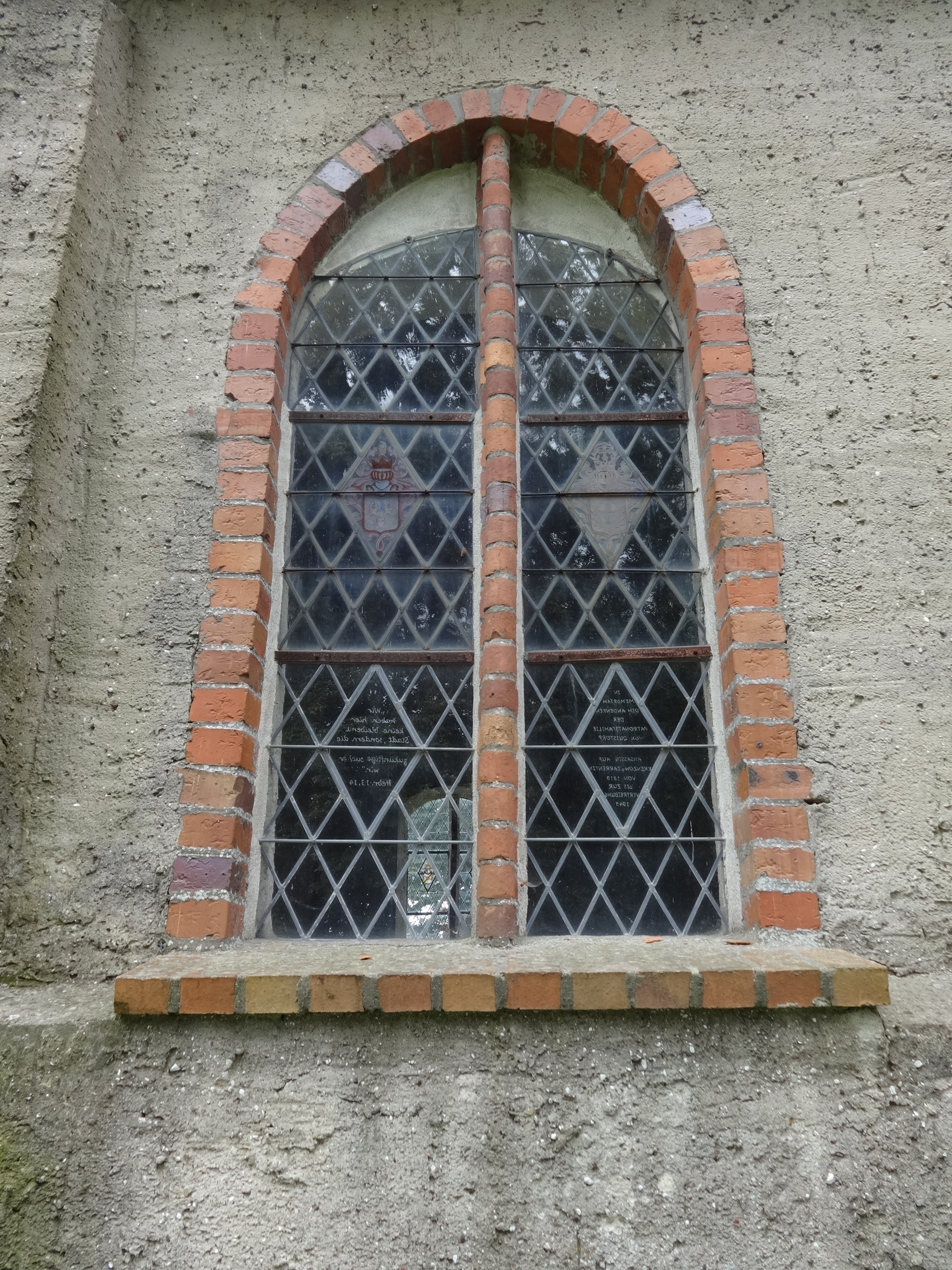
Kabinettscheiben an der Südseite

Über das Baudatum gibt es unterschiedliche Aussagen. Das Pfarramt Ziethen gibt auf seiner Webseite an, dass die ihr zugehörigen Kirchen alle „ca. im 13. Jahrhundert“ erbaut wurden. Demgegenüber spricht das Dehio-Handbuch von der zweiten Hälfte des 14. Jahrhunderts. Die Altarweihe hat im Jahr 1371 stattgefunden. Im Dreißigjährigen Krieg wurde der Kirchturm zerstört und nicht wieder aufgebaut. In der zweiten Hälfte des 17. Jahrhunderts bauten Handwerker den Polygonchor um. Dabei wurden vermutlich die zuvor spitzbogenförmigen Fenster mit einem flacheren Rundbogen versehen. 2007 sanierte die Kirchengemeinde das Dach und die Traufe im Chor.

## Baubeschreibung
Die Kirche wurde aus Feldsteinen sowie aus Mauerziegeln errichtet und anschließend mit einem gräulichen Putz versehen. Der Chor mit einem Fünfachtelschluss ist stark eingezogen und mit dreifach gestuften Strebepfeilern abgestützt. Dessen Rundbogenfenster besitzen ein dreifach gestuftes Gewände, das ebenfalls mit Mauerziegeln eingefasst ist.
Daran schließt sich nach Westen hin das Langhaus mit zwei Jochen an. Die östliche Wand besitzt keine Öffnungen; der Giebel ist mit drei gestaffelten und gekuppelten Blenden verziert. Diese sind jedoch nicht symmetrisch ausgearbeitet. Am Übergang zur Dachtraufe ist je eine kleine Fiale. An der südlichen Seite der Ostwand ist neben dem Chor eine kleine, vermauerte Öffnung zu erkennen, die gleichmäßig mit Ziegeln verschlossen wurde. Die Nordseite ist schlicht gehalten und mit vier spitzbogenförmigen Fenstern versehen, die zu einer späteren Zeit bogenförmig ausgestaltet und mit roten Mauerziegeln eingefasst wurden. An der Südseite befinden sich mehrere Epitaphe, beispielsweise die Grabplatte von Heinrich Christian Dorschlag in der Nähe des Westportals sowie die Grabplatten für Claus Hornun(g) und Christian von Nürnberg neben dem Südportal.
Weitere, teilweise stark verwitterte Platten stehen vor dem Westportal. Es ist spitzbogenförmig, zweifach gestaffelt und aus Mauerstein errichtet. Dies ist gleichzeitig die einzige Öffnung an der Westseite des Gebäudes. Neben den Platten stehen Grabkreuze mit aus Eisen gefertigten Blumen. Die Ecken sind mit rötlichen Mauersteinen in Form von Lisenen betont, darüber im Giebel wiederum Fialen. Das Satteldach ist mit Biberschwanzziegeln gedeckt.

## Ausstattung

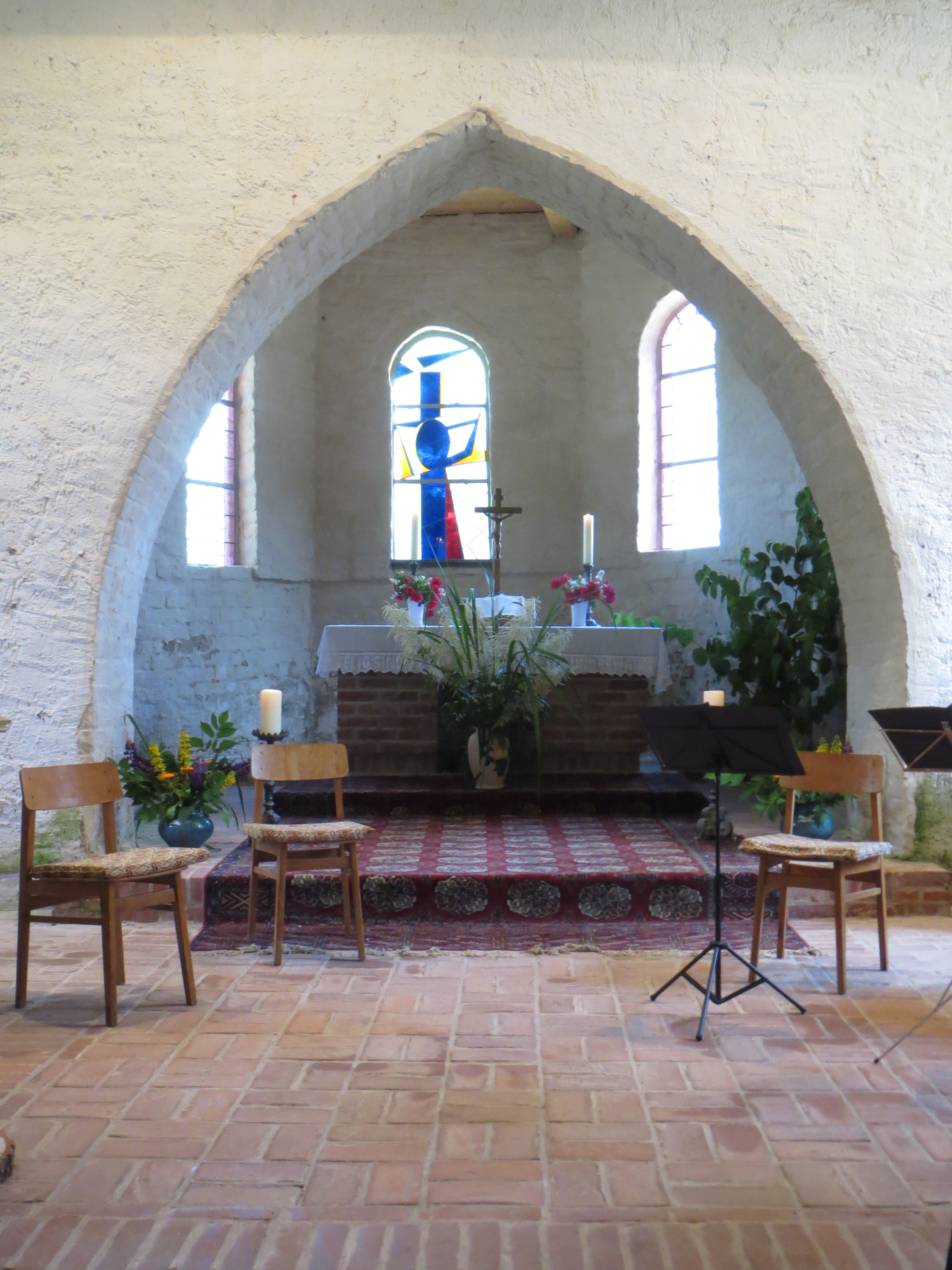
Blick ins Kirchenschiff nach Osten

Der Altar ist schlicht und gemauert; darauf ein Kruzifix. Die Fünte besteht aus Kunststein und stammt aus dem Jahr 1870 – ein Geschenk derer von Hackwitz aus dem benachbarten Wahlendow. Sie weist neogotische Elemente auf. Ein Epitaph aus Marmor, das ebenfalls in einer Ädikula gerahmt ist, erinnert an Marie von Quistorp (1903). Der Entwurf stammt vom Diplomaten Heinrich VII. Reuß zu Köstritz und soll ein Geschenk von vier Mädchen aus einem Internat sein. An der Westempore befinden sich Reliefs der vier Evangelisten, die in Ädikulä gerahmt sind. Das Werk stammt aus dem 17. Jahrhundert und wurde vermutlich aus einer Kanzel ausgebaut. Aus derselben Zeit stammen auch vier Kabinettscheiben. Südlich des spitzbogigen Triumphbogens sind zwei weitere, farbig gefasste Figuren, die Johannes und  Lukas darstellen.
Das Bauwerk ist in seinem Innern flach gedeckt. Das Eingangsportal neben der Trockensteinmauer besteht aus zwei Säulen, die aus Mauerziegeln angefertigt wurden und mit einem Kreuz gekrönt sind.

## Orgel
Die Sauer-Orgel stammt aus dem Jahr 1964 und verfügt über acht Register, die auf ein Manual und Pedal verteilt sind. Sie wurde 2008 durch die Orgelbaufirma Mecklenburger Orgelbau instand gesetzt.
| I Manual C–f3 |                    |        |
| 1.            | Gedackt            | 8′     |
| 2.            | Principal          | 4′     |
| 3.            | Prospekt Rohrflöte | 4′     |
| 4.            | Schwiegel          | 2′     |
| 5.            | Terz               | 1 3⁄5′ |
| 6.            | Quinte             | 1 ⁄3′  |
| 7.            | Scharff III–IV     |        |

| Pedal C–f1 |        |     |
| 8.         | Pommer | 16′ |

- Koppeln: I/P

## Geläut
Das Geläut befindet sich in einem separaten Glockenturm aus Stahl mit einem Satteldach neben dem Westportal. Die beiden Glocken sind undatiert, tragen ein Christusmonogramm und stammen aus dem Jahr 1865. Vermutlich wurde eine der Glocken von Schoenemann in Demmin hergestellt.

## Quistorp-Mausoleum

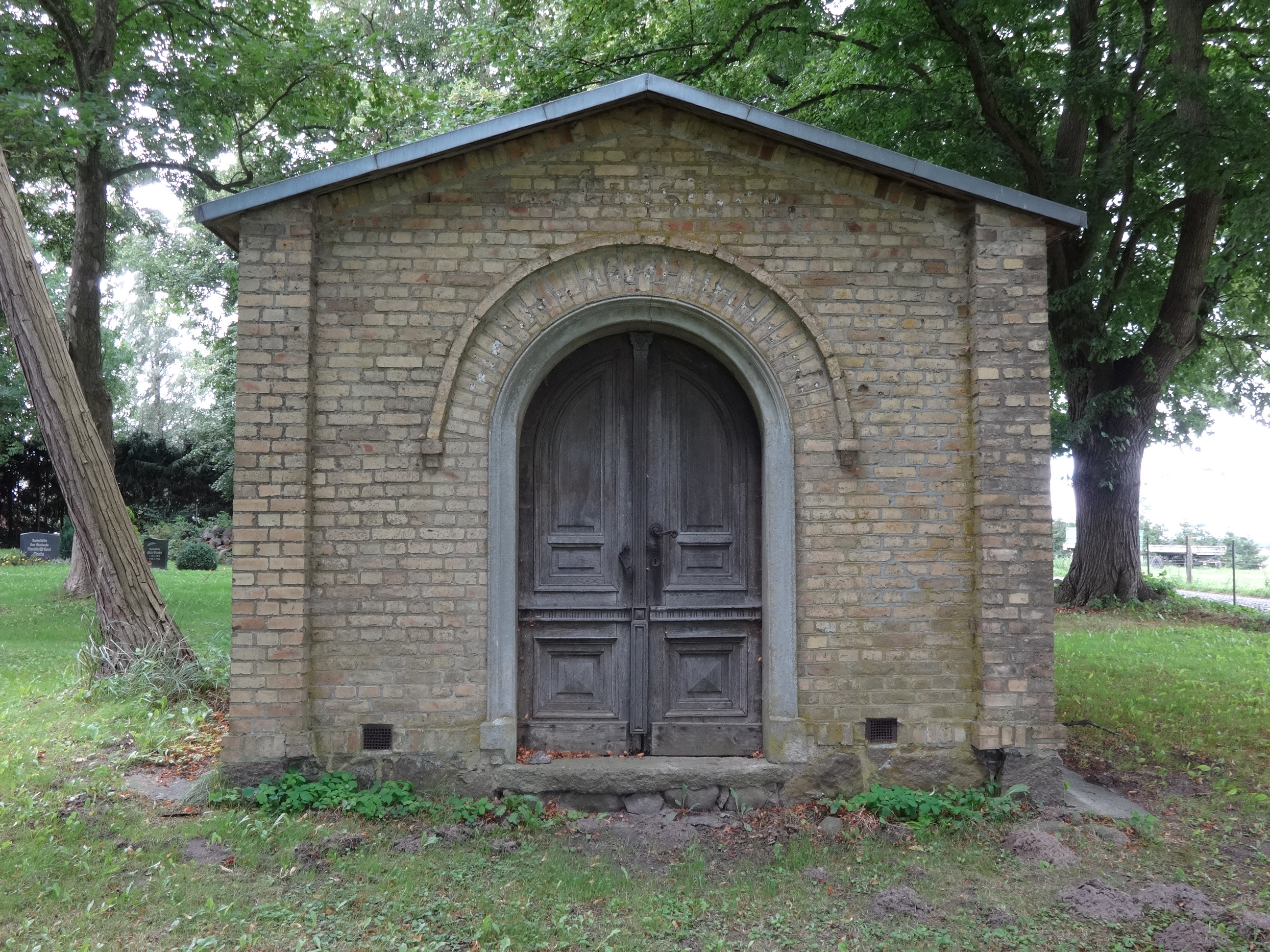
Mausoleum derer von Quistorp von 1877

Nördlich der Kirche befindet sich auf dem Friedhof das Mausoleum von August von Quistorp und seiner Frau Emilie geborene Flügge. Der schlichte Bau wurde 1877 aus Mauerziegeln mit einem quadratischen Grundriss errichtet. Lisenen zieren die Gebäudeecken; das Portal ist mit einer rundbogenförmigen Doppelflügeltür aus dunklem Holz verschlossen, über die ein ebenfalls rundbogenförmiges Gesims aus Mauerziegeln eingearbeitet wurde. An der Rückseite befindet sich eine kreisförmige Öffnung.